# 鐵砧山腳
鐵砧山腳，為臺灣臺中市外埔區的一個傳統地域名稱，位於該區西北部。相較於今日行政區，其範圍大致包括廍子里西部不含最西端、鐵山里、大東里東北端、中山里北部邊界地帶。
鐵砧山腳與大甲東（大東里）同為外埔區最早開發的區域，後因地處偏僻而逐漸沒落。聚落型態為散村。鐵砧山全境山區被本里與西鄰頂店（大甲區頂店里）所劃分，其主峰三角點位於本里境內。

## 歷史
台灣清治末期至日治前期，鐵砧山腳地區為一街庄，稱為「鐵砧山腳庄」，隸屬於苗栗三堡。該庄西及北與頂店庄為鄰，東與廍子庄為鄰，南邊為馬鳴埔庄、大甲東庄。
1901年（日治明治三十四年）11月，全台設二十廳，該庄隸屬於苗栗廳。1903年（明治三十六年）6月，該庄編入「外埔區」，仍隸屬於苗栗廳。1909年（明治四十二年）10月，合併二十廳為十二廳，苗栗廳廢止，外埔區改隸屬於臺中廳。1920年（大正九年），廢十二廳改設五州二廳，該庄改制為「鐵砧山腳」大字，隸屬於臺中州大甲郡外埔庄。
戰後外埔庄改制為外埔鄉，隸屬於臺中縣，大字亦改制為村。1950年中、彰、投分治，外埔鄉隸屬不變。2010年12月，隨臺中縣、市合併為直轄臺中市，外埔鄉改制為外埔區，村亦改制為里。

## 聚落
本地區發展較早的聚落為鐵砧山腳，在日治期初期的官方地圖上已有記載。此外，本地區尚有番子田、崁頭、新厝仔等聚落。

## 交通
國道3號又稱「福爾摩沙高速公路」，是貫穿台灣西部的兩條縱向高速公路之一，大致以北北東—南南西走向繞大彎轉東北—西南走向經過鐵砧山腳中部偏東地帶。大甲交流道即在西南側邊界外不遠處的市道132號交會口，由此可快速前往台灣西部各地。
區道中12線（成功路）是頂店至鐵砧山的道路，大致以西北—東南走向到達本地區西北部邊界，轉西南—東北走向沿邊界而行至出境。由該道路向西北可前往頂店中部偏西北並止於舊省道台1線（中山路一段）路口，向東北繞大彎轉西南再轉西北可前往鐵砧山風景區並止於國軍紀念公園停車場前。
區道中15線（開元路）是山腳至大甲東的道路，其東南側端點位於本地區西南部邊界地帶的區道中24線路口。由此向東北沿邊界行一段路後轉北出境，經兩次轉彎後轉西北西可前往頂店中部偏西的舊省道台1線（中山路一段）路口。
區道中24線（長生路）是大甲東至三崁頭的道路，大致以西南西—東北東走向至新厝子聚落轉北向南蜿蜒經過本地區。由該道路向西南西可前往頂店南端的大甲高工南側、大甲東與山腳交界地帶、山腳中部偏東北並止於市道132號路口，向南可前往馬鳴埔、六分西部邊界地帶的市道132號舊線（甲后路三段）路口。
區道中27線（中山路）是鐵山里至外埔的道路，其北側端點位本地區中部鐵砧山腳聚落的區道中24線路口。由此向南南東出境後可前往馬鳴埔西部、六分西北端並止於區道中30線路口。
一天中有數個班次的公車經長生路往返於豐原、大甲。

## 教育
- 臺中市外埔區鐵山國民小學（供鐵山里和中山里的學子就讀）

## 景點
- 外埔不倒翁石頭人雕像